# Kalevan Pallo
Kalevan Pallo (w skrócie KalPa) – fiński klub hokejowy z siedzibą w Kuopio, występujący w rozgrywkach Liiga.
Głównym akcjonariuszem klubu jest wychowanek i zawodnik drużyny Sami Kapanen.

## Sukcesy
- Srebrny medal mistrzostw Finlandii: 1991, 2017
- Złoty medal Suomi-sarja: 2001
- Brązowy medal Mestis: 2002
- Złoty medal Mestis: 2004, 2005
- Awans do SM-liiga: 2005
- Brązowy medal mistrzostw Finlandii: 2009
- Trofeum pamiątkowe Harry’ego Lindbladina – pierwsze miejsce w sezonie zasadniczym SM-liigi: 2012
- Puchar Spenglera: 2018
- Hopealuistin: 2022[2]